# Meteorit Patos de Minas
Patos de Minas és un meteorit octahedrit que va ser trobat el 1925 i el 2002 a Patos de Minas, a Minas Gerais, Brasil. Pesa 200 kg i les seves dimensions són de 54 × 33 × 22 cm. És aspre, allargat i molt deteriorat. Estava dins l'edifici del Museu Nacional del Brasil quan s'hi va declarar l'incendi de grans proporcions del 2 de setembre de 2018.